# NatWest Series 2001
Die NatWest Series 2001 war ein Drei-Nationen-Turnier das vom 7. bis zum 23. Juni 2001 in England im One-Day Cricket ausgetragen wurde. Bei dem zur internationalen Cricket-Saison 2001 gehörenden Turnier nahmen neben dem Gastgeber die Mannschaften aus Australien und Pakistan teil. Im Finale konnte sich Australien mit 9 Wickets gegen Pakistan durchsetzen.

## Vorgeschichte
Das Turnier war zwischen der Tour Pakistans in England und den Ashes eingereiht. Für Australien war es die erste Tour der Saison.

## Format
In einer Vorrunde spielte jede Mannschaft gegen jede dreimal. Für einen Sieg gab es zwei, für ein Unentschieden oder No Result einen Punkte. Die beiden Gruppenersten qualifizierten sich für das Finale und spielten dort um den Turniersieg.

## Stadien
Als Austragungsorte wurden die folgenden Stadien ausgewählt.
| Stadion                     | Stadt             | Kapazität | Spiele           |
| --------------------------- | ----------------- | --------- | ---------------- |
| Edgbaston Cricket Ground    | Birmingham        | 24.803    | 1. Spiel         |
| Bristol County Ground       | Bristol           | 17.500    | 3. Spiel         |
| Sophia Gardens              | Cardiff           | 15.643    | 2. Spiel         |
| Emirates Durham             | Chester-le-Street | 17.000    | 6. Spiel         |
| Headingley Stadium          | Leeds             | 17.000    | 7. Spiel         |
| The Oval                    | London            | 23.500    | 9. Spiel         |
| Lord’s Cricket Ground       | London            | 30.000    | 4. Spiel; Finale |
| Old Trafford Cricket Ground | Manchester        | 19.000    | 5. Spiel         |
| Trent Bridge                | Nottingham        | 15.350    | 8. Spiel         |

## Kaderlisten
Australien benannte seinen Kader am 13. April 2001.
England benannte seinen Kader am 25. Mai 2001.
| ODI | ODI | ODI |
| England | Australien | Pakistan |
| --- | --- | --- |
| - Alec Stewart (K & wk) - Ally Brown - Andy Caddick - Dominic Cork - Robert Croft - Mark Ealhan - Darren Gough - Ben Hollioake - Nick Knight - Alan Mullally - Owais Shah - Marcus Trescothick - Michael Vaughan | - Steve Waugh (K) - Michael Bevan - Damien Fleming - Adam Gilchrist (wk) - Jason Gillespie - Ian Harvey - Matthew Hayden - Shane Lee - Glenn McGrath - Damien Martyn - Ricky Ponting - Andrew Symonds - Shane Warne - Mark Waugh | - Waqar Younis (K) - Abdul Razzaq - Azhar Mahmood - Faisal Iqbal - Fazl-e-Akbar - Inzamam-ul-Haq - Mohammad Yousuf - Rashid Latif (wk) - Saeed Anwar - Saleem Elahi - Saqlain Mushtaq - Shahid Afridi - Shoaib Akhtar - Shoaib Malik - Wasim Akram - Younis Khan |

## Spiele

### Vorrunde
Tabelle
| Teams      | Sp. | S | N | U | R | NR | A | BP | Punkte | NRR    |
| ---------- | --- | - | - | - | - | -- | - | -- | ------ | ------ |
| Australien | 6   | 4 | 1 | 0 | 0 | 0  | 1 | 0  | 16     | +0.930 |
| Pakistan   | 6   | 4 | 1 | 0 | 0 | 0  | 1 | 0  | 16     | +0.698 |
| England    | 6   | 0 | 6 | 0 | 0 | 0  | 0 | 0  | 0      | −1.329 |

Sieg: 4 Punkte; Remis: 2 Punkte
Spiele
| 7. Juni Scorecard | Birmingham | Pakistan 273-6 (50)           | – | England 165 (47.2) |
|                   |            | Pakistan gewinnt mit 108 Runs |   |                    |

Kurz vor Ende des Spiels wurde das Spielfeld von zahlreichen Fans gestürmt. Das Spiel konnte erst nach einer längeren Unterbrechung, unter anderem da der englische Spieler Nick Knight geschlagen worden war, fortgesetzt werden.
| 9. Juni Scorecard | Cardiff | Pakistan 257 (49.5)              | – | Australien 258-3 (45.4) |
|                   |         | Australien gewinnt mit 7 Wickets |   |                         |

| 10. Juni Scorecard | Bristol | England 268-4 (50)               | – | Australien 272-5 (49.3) |
|                    |         | Australien gewinnt mit 5 Wickets |   |                         |

| 12. Juni Scorecard | London (Lord’s) | Pakistan 242-8 (50)         | – | England 240 (50) |
|                    |                 | Pakistan gewinnt mit 2 Runs |   |                  |

| 14. Juni Scorecard | Manchester | Australien 208-7 (48/48)                     | – | England 86 (32.4/44) |
|                    |            | Australien gewinnt mit 125 Runs (D/L method) |   |                      |

Für England war das die geringste Runzahl in einem One-Day Innings überhaupt.
| 16. Juni Scorecard | Chester-le-Street | Australien | – | Pakistan |
|                    |                   | Abgesagt   |   |          |

| 17. Juni Scorecard | Leeds | England 156 (45.2)                                      | – | Pakistan 153-4 (39.5) |
|                    |       | Pakistan wurde nach Aufgabe Englands zum Sieger erklärt |   |                       |

Nachdem es kurz vor Ende des Spiels abermals zu einer Stürmung des Platzes durch Fans kam und ein Ordner dabei verletzt wurde, räumte der englische Kapitän Alec Stewart die Niederlage ein.
In der Folge wurden Rufe laut das betreten des Spielfeldes durch Fans unter Strafe zu stellen.
| 19. Juni Scorecard | Nottingham | Pakistan 290-9 (50)          | – | Australien 254 (46.3) |
|                    |            | Pakistan gewinnt mit 36 Runs |   |                       |

| 21. Juni Scorecard | London (The Oval) | England 176 (43.2)               | – | Australien 177-2 (30.1) |
|                    |                   | Australien gewinnt mit 8 Wickets |   |                         |

### Finale
| 23. Juni Scorecard | London (Lord’s) | Pakistan 152 (42.3)              | – | Australien 156-1 (26.3) |
|                    |                 | Australien gewinnt mit 9 Wickets |   |                         |

Der Pakistaner Inzamam-ul-Haq wurde auf Grund von Zeigens von Unzufriedenheit mit einer Schiedsrichterentscheidung mit einer Spielstrafe belegt.